# Isen, Kagoshima
Isen (japanska: 伊仙町?, Isen-chō) är en landskommun (köping) i Kagoshima prefektur  i södra Japan. Kommunen omfattar den södra delen av ön Tokunoshima.  